# Daukenbach
Der Daukenbach ist ein gut viereinhalb Kilometer langer rechter und nördlicher  Zufluss des Seemenbaches im hessischen Wetteraukreis.

## Geographie

### Verlauf
Der Daukenbach entspringt auf einer Höhe von etwa 353 m ü. NHN südlich von Gedern-Wenings in einem Acker am südwestlichen Hang des Pfaffenlöhchen (393,3 m ü. NHN). 
Er fließt zunächst gut zweihundert Meter nach Westen, knickt dann nach links ab und läuft nun östlich vom Galgenberg (392,5 m ü. NHN) durch Grünland in Richtung Süden. Bei der Waldflur Katzenhecke passiert er die Wüstung Floßbach und fließt dort an der Ruine Stumpe Kirche vorbei. Sein Weg führt danach links an einem kleinen Mischwald vorbei, auf seiner anderen Seite grenzt sein Ufer an Ackerland. Er wechselt seine Laufrichtung nach Südsüdwesten und bewegt sich nunmehr durch eine Wiesenlandschaft. Der Bach  teilt sich dann in zwei Arme auf und speist kurz darauf zwei kleine Weiher. Am Nordrand von Kefenrod vereinigen sich die beiden Arme wieder und der Bach quert die Ortschaft in Richtung Südosten. In der Ortsmitte wird er auf seiner linken Seite von einem kleinen Zulauf verstärkt. 
Der Daukenbach verschwindet in den Untergrund und mündet schließlich verdolt auf einer Höhe von etwa 258 m ü. NHN von rechts in den Seemenbach.
Sein  etwa 4,6 km langer Lauf endet etwa 95 Höhenmeter unterhalb seiner Quelle, er hat somit ein mittleres Sohlgefälle von etwa 21 ‰.

### Zuflüsse
- Rödenbach[3] [GKZ 2486613342] (links), 0,9 km

### Flusssystem Nidder
- Fließgewässer im Flusssystem Nidder